# Sadd-e Chaghākhvor
Sadd-e Chaghākhvor (persiska: سد چغاخور) är en dammbyggnad i Iran.   Den ligger i provinsen Chahar Mahal och Bakhtiari, i den centrala delen av landet, 400 km söder om huvudstaden Teheran. Sadd-e Chaghākhvor ligger 2 277 meter över havet. Den ligger vid sjön Daryācheh-ye Chaghākhvor.
Terrängen runt Sadd-e Chaghākhvor är kuperad åt nordost, men åt sydväst är den bergig. Runt Sadd-e Chaghākhvor är det ganska tätbefolkat, med 62 invånare per kvadratkilometer. Närmaste större samhälle är Gahrū, 10,3 km nordväst om Sadd-e Chaghākhvor. Trakten runt Sadd-e Chaghākhvor består i huvudsak av gräsmarker.